# Verbandsgemeinde Hamm (Sieg)
La comunità amministrativa di Hamm (Sieg) (Verbandsgemeinde Hamm (Sieg)) si trova nel circondario di Altenkirchen (Westerwald) nella Renania-Palatinato, in Germania.

## Comuni
Fanno parte della comunità amministrativa i seguenti comuni:
| Comune, città                | Sup. (km²) | Abitanti |
| ---------------------------- | ---------- | -------- |
| Birkenbeul                   | 4,76       | 426      |
| Bitzen                       | 2,30       | 745      |
| Breitscheidt                 | 3,66       | 991      |
| Bruchertseifen               | 2,89       | 761      |
| Etzbach                      | 3,05       | 1 329    |
| Forst                        | 4,25       | 602      |
| Fürthen                      | 2,20       | 1 179    |
| Hamm (Sieg)                  | 3,66       | 3 563    |
| Niederirsen                  | 2,84       | 89       |
| Pracht                       | 5,50       | 1 462    |
| Roth                         | 3,80       | 1 508    |
| Seelbach bei Hamm (Sieg)     | 3,40       | 136      |
| Verbandsgemeinde Hamm (Sieg) | 42,31      | 12 791   |

(Abitanti al 31 dicembre 2021)